# Verrucaria phaeosperma
Verrucaria phaeosperma är en lavart som beskrevs av Arnold. Verrucaria phaeosperma ingår i släktet Verrucaria och familjen Verrucariaceae.   Inga underarter finns listade i Catalogue of Life.